# Iglesia de Nuestra Señora de las Gracias (Varallo)
La iglesia de Nuestra Señora de las Gracias (en italiano Santa Maria delle Grazie ) es un templo católico de estilo gótico en Varallo Sesia, provincia de Vercelli, región de Piamonte, Italia. La iglesia fue construida, junto con el convento franciscano adyacente, por el padre Bernardo Caimi entre 1486 y 1493. En este momento, también se estaba iniciando la construcción del Sacro Monte. En diciembre de 1931, el Papa Pío XI le dio a la iglesia el título de Basílica Menor.

## Historia
El interior está subdividido en espacios para el público en general y para los frailes, separados por un tabique (tramezzo), sostenido por tres arcos de medio punto. El arco central se abre a una sala reservada a los frailes, mientras que los dos arcos laterales conducen a dos capillas. El esquema del ciclo de frescos del muro se atribuye tradicionalmente a Bernardino de Siena, y fue pintado en 1531 por Gaudenzio Ferrari.
Estructuras decorativas similares, con un tabique completamente decorado con frescos de la Vida de Jesús, eran típicas de la cultura religiosa y artística de los Frailes Menores en Piamonte y Lombardía entre los siglos XV y XVI.
A finales del siglo XV, el convento franciscano era mucho más grande que hoy. El antiguo edificio constaba de dos claustros, las celdas de los frailes, un refectorio, una biblioteca y cocinas. A principios del siglo XX, los monjes abandonaron el convento y comenzaron las restauraciones. Desde 1953, el complejo acoge a las monjas Suore Missionarie di Gesù Eterno Sacerdote.

## Muro de Gaudenzio Ferrari

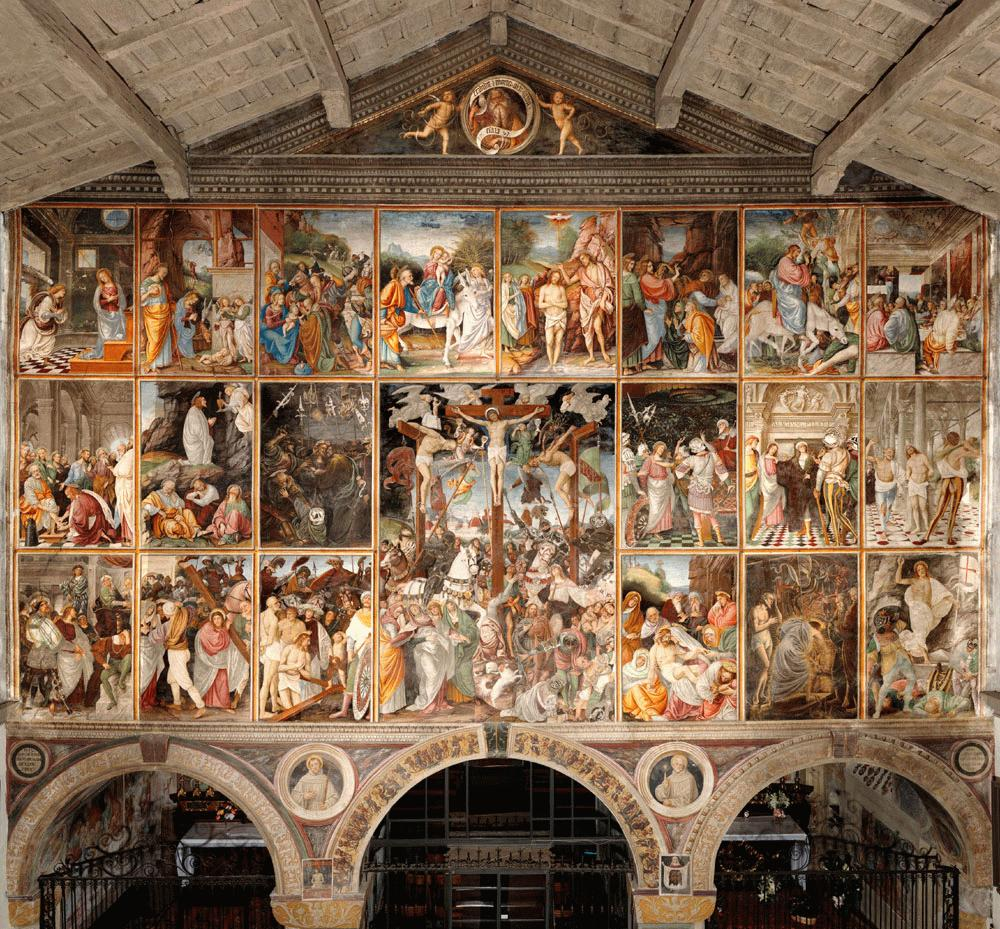
"Muro de Gaudenzio Ferrari" en Santa Maria delle Grazie, Varallo.
Las escenas: Anunciación, Natividad de Jesús, Adoración de los Magos, Huida a Egipto, Bautismo de Jesús, Resurrección de Lázaro, Jesús entra en Jerusalén, Última Cena, Lavado de pies, Agonía en Getsemaní, Arresto de Jesús, Jesús en la corte de Herodes., Corte de Pilatos, Flagelación de Cristo, Pilato se lava las manos, Vía dolorosa, Preparación de la cruz, Lamentación de Cristo, Descenso al Limbo, Resurrección de Jesús ; en el centro Crucifixión de Jesús ; medallones con pinturas de Francisco de Asís y Bernardino de Siena

Como es habitual en las iglesias franciscanas, la desnuda fachada no deja entrever la rica decoración al fresco del interior. En el acogedor ambiente de la iglesia, con los arcos góticos que sostienen las cerchas del techo, el muro de frescos de Gaudenzio Ferrari es una de las obras maestras de la pintura renacentista en Piamonte y Lombardía. Representan la Vida y la Pasión de Jesucristo en una superficie de 82 m²: veinte cuadros iguales narran los principales hechos contados por los evangelios desde la Anunciación hasta la Resurrección, funcionando como Biblia pauperum. La Crucifixión, como escena narrativa más importante, ocupa el centro con cuatro marcos.
El pintor de Valsesia completó los frescos en 1513 (como está escrito en la pared por el propio autor "Gaudenzius Ferrarius Vallis Siccidae pinxit"). Trabajaba en Varallo, en el Sacro Monte, desde hacía diez años. Ya pintó el Políptico de Santa Ana .
Las influencias de Ferrari, por ejemplo en su orientación de la Última Cena, incluyen el famoso fresco de da Vinci en Milán. Los paisajes de Ferrari también recuerdan el estilo de Leonardo. Pero Gaudenzio había viajado a Roma y conoció o vio la obra de Bramantino en Milán o Perugino en Roma.
El modelo más importante fue Giovanni Martino Spanzotti, autor de una decoración similar en la iglesia de San Bernardino en Ivrea. El arresto nocturno de Jesús cita la misma escena en Ivrea.
A pesar de la importancia de sus modelos, Gaudenzio también pintó algunas figuras (como armaduras, cabezas de caballo, halos) en relieve para darles un protagonismo especial; una innovación quizá impulsada por los cuadros tridimensionales de las capillas del Sacro Monte.

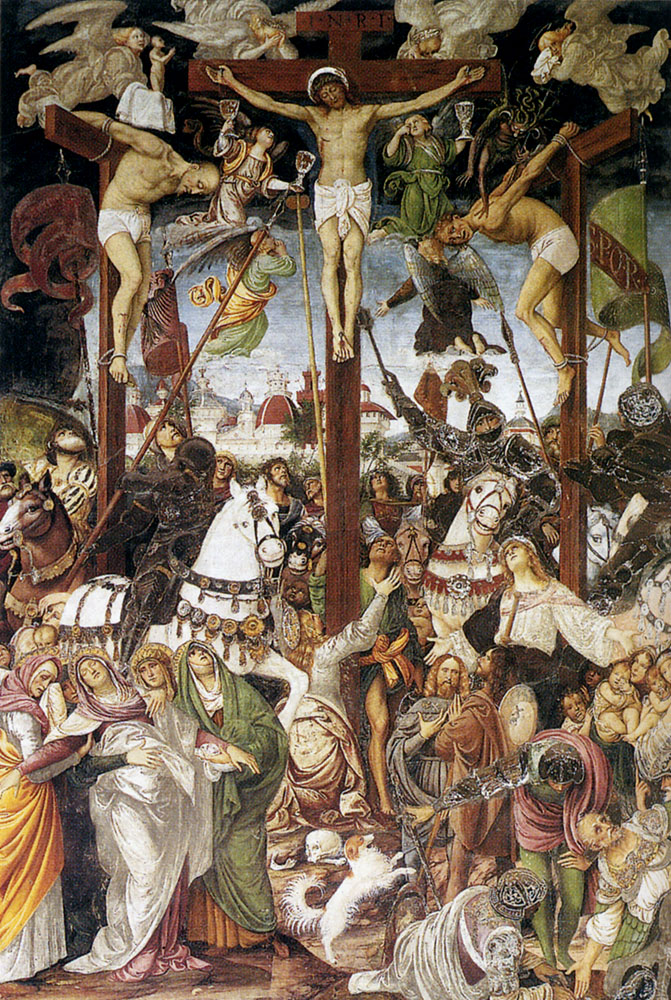
Panel central de la Crucifixión de Gaudenzio Ferrari

## Otras obras de arte en la iglesia
A pesar de que el visitante se concentra obviamente en la pared de Ferrari, hay otras obras de arte importantes en la iglesia.
Las dos capillas situadas bajo el muro de separación conservan otros frescos de Gaudenzio Ferrari, que pintó aquí antes del muro. Estos frescos son importantes para comprender su evolución artística. La capilla de Santa Margarita fue pintada en 1507 con dos escenas evangélicas (la Presentación en el Templo y el Debate con los Doctores) y grutescos.
A la derecha se encuentra la capilla de las Gracias con frescos, que datan de 1491, del taller de los pintores milaneses Giovanni Scotto, donde Gaudenzio Ferrari fue aprendiz. Las pinturas representan el Nacimiento de la Virgen María, los Desposorios de la Virgen María y la Adoración de los Reyes Magos. La capilla también conserva la estatua de madera de la Virgen con el niño Jesús de pie sobre sus rodillas, muy querida por los devotos locales.
En la nave hay un fresco en la pared izquierda, cerca del púlpito, de Fermo Stella, aprendiz de Gaudenzio Ferrari, que trabajó con su maestro en el Sacro Monte. La pintura representa una rara escena en la que Jesús se despide de su Madre, inspirada en una homilía de Juan Crisóstomo.

## Galería

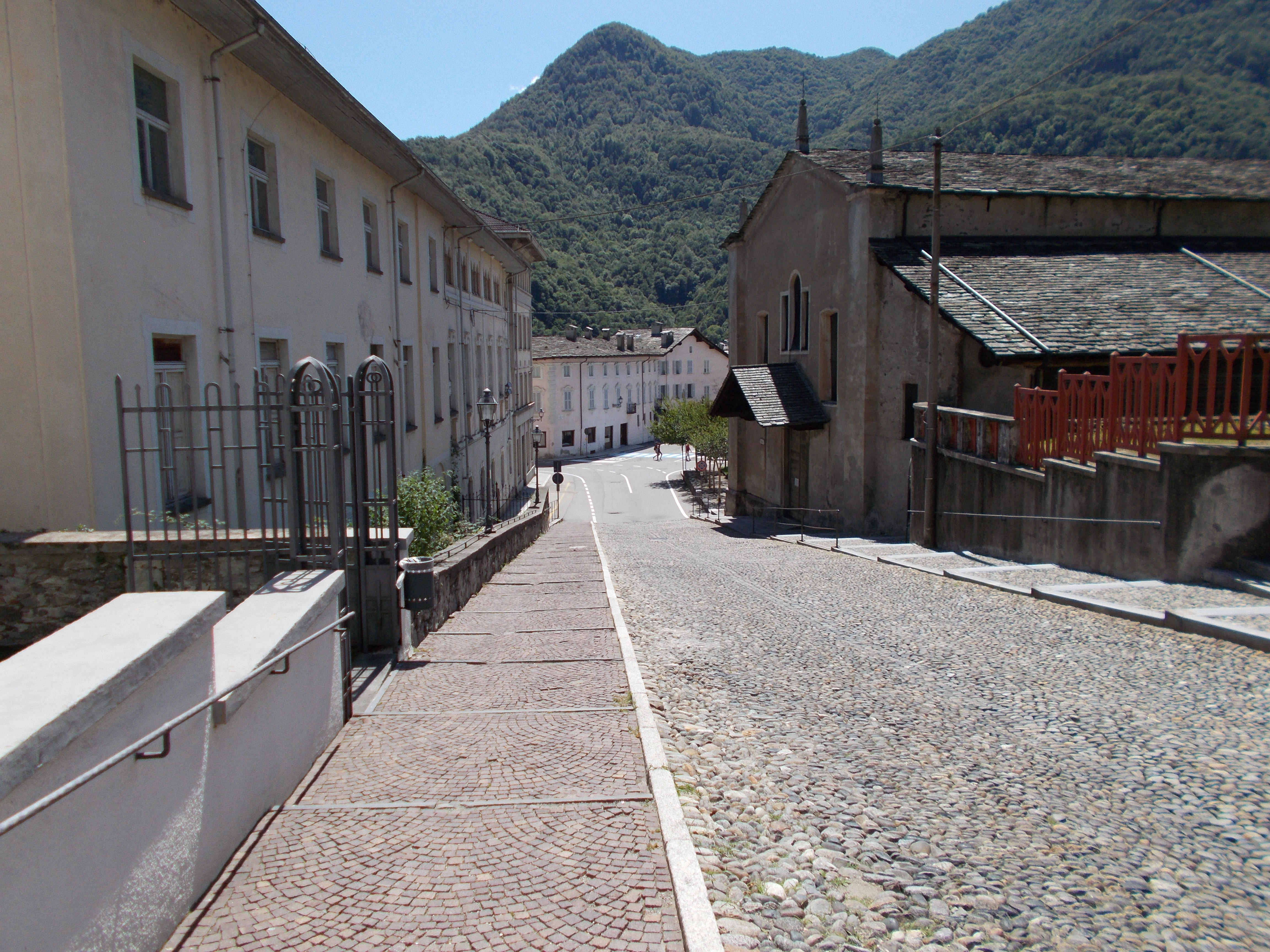
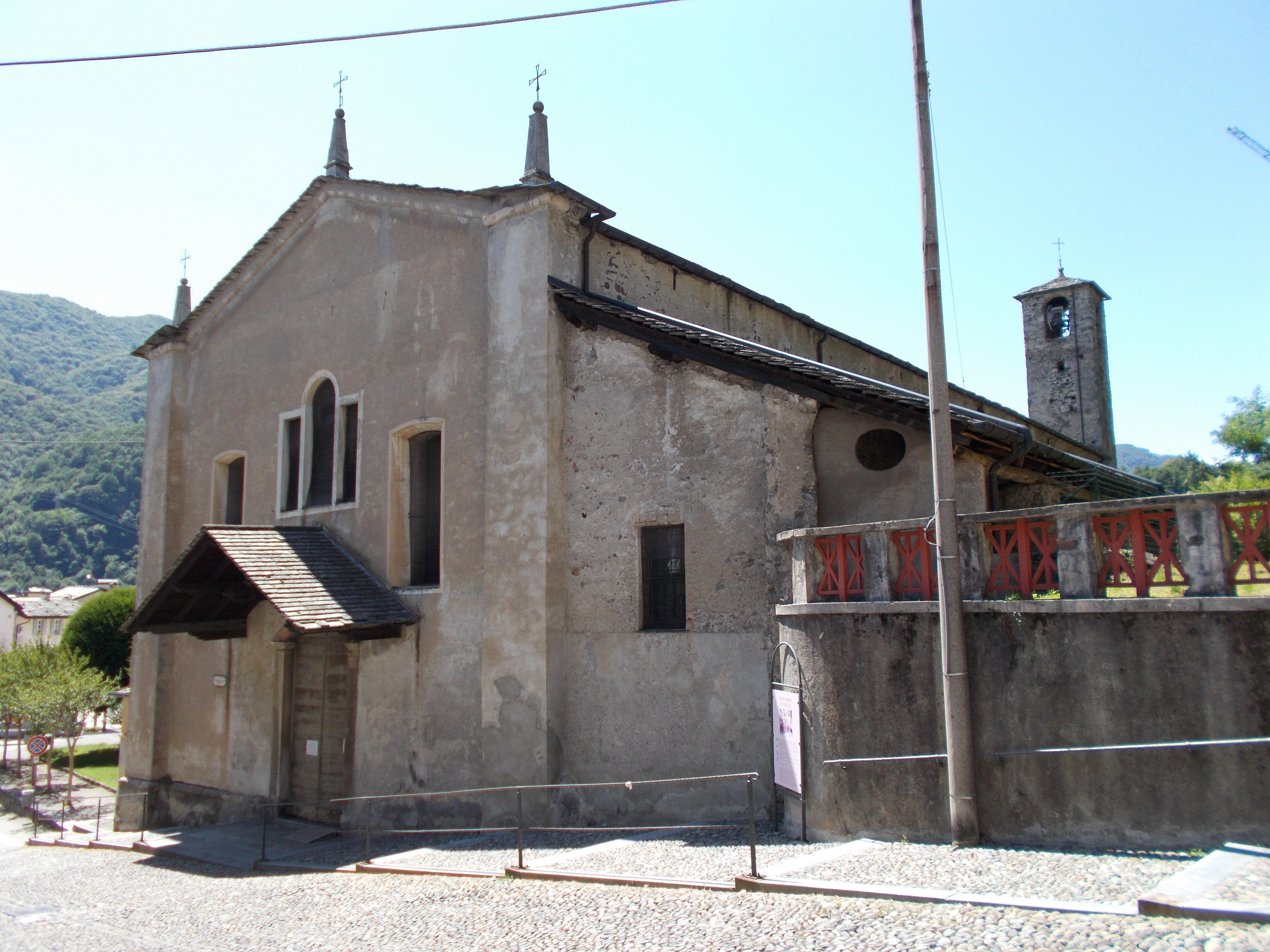
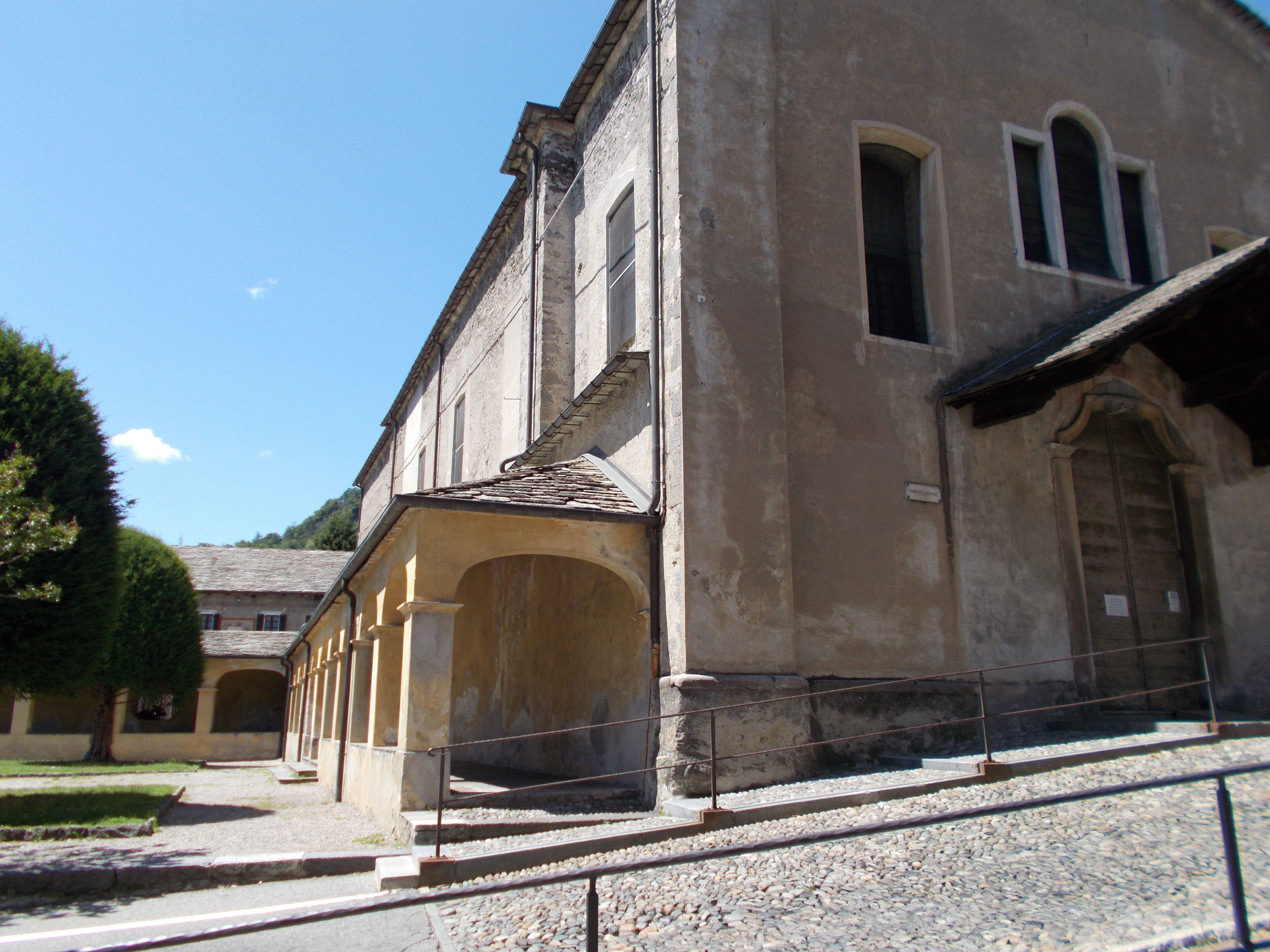
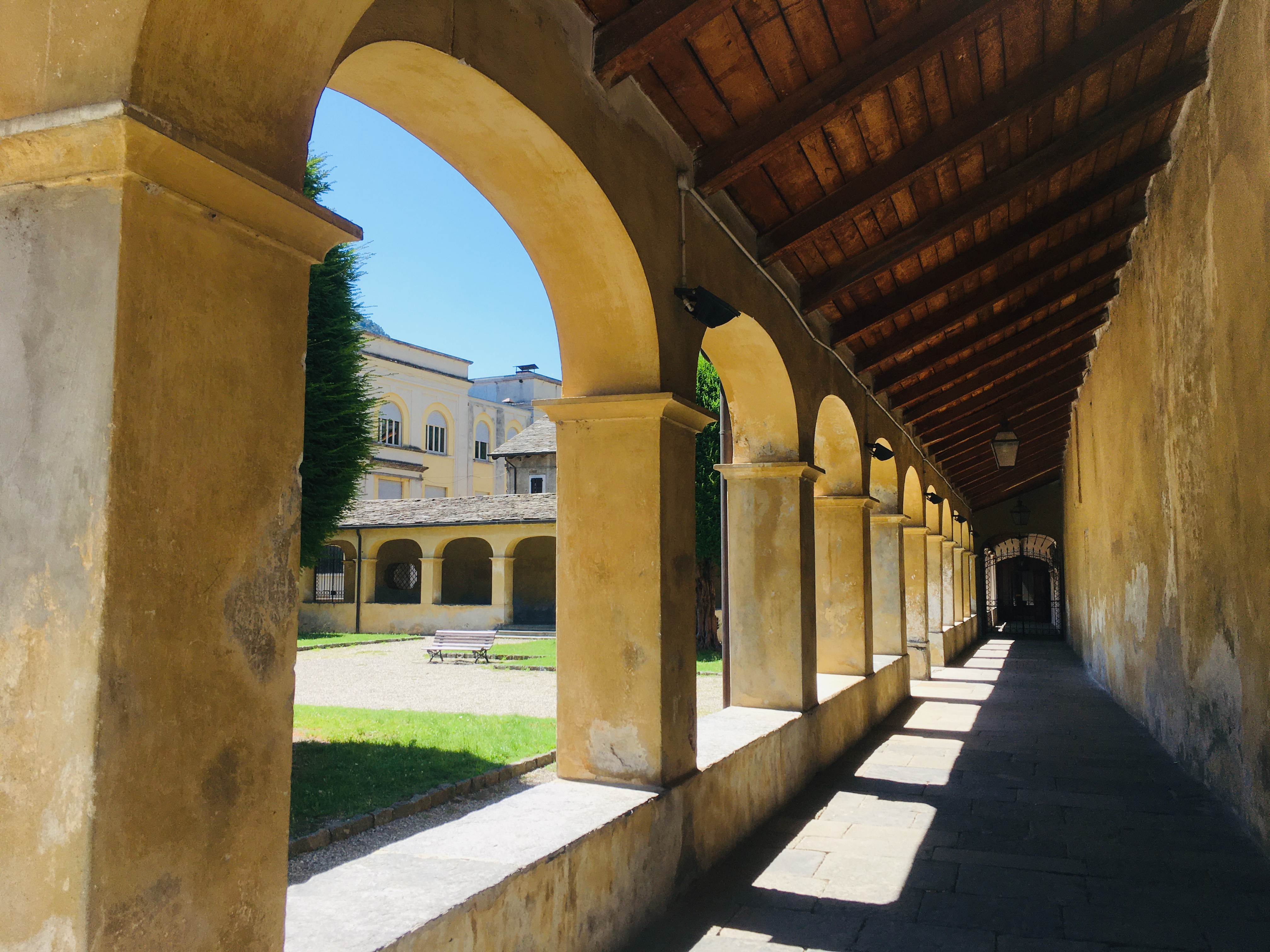
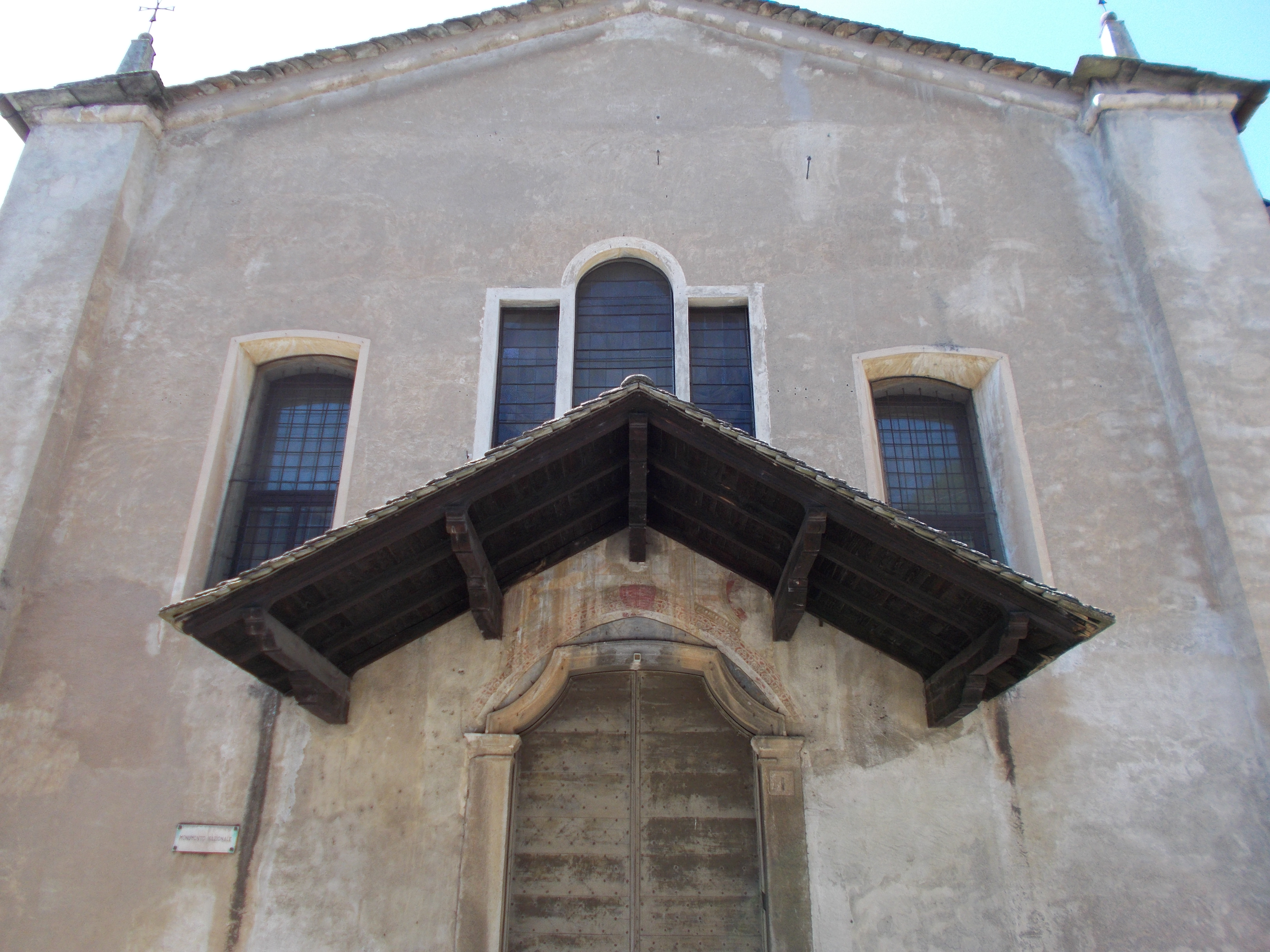

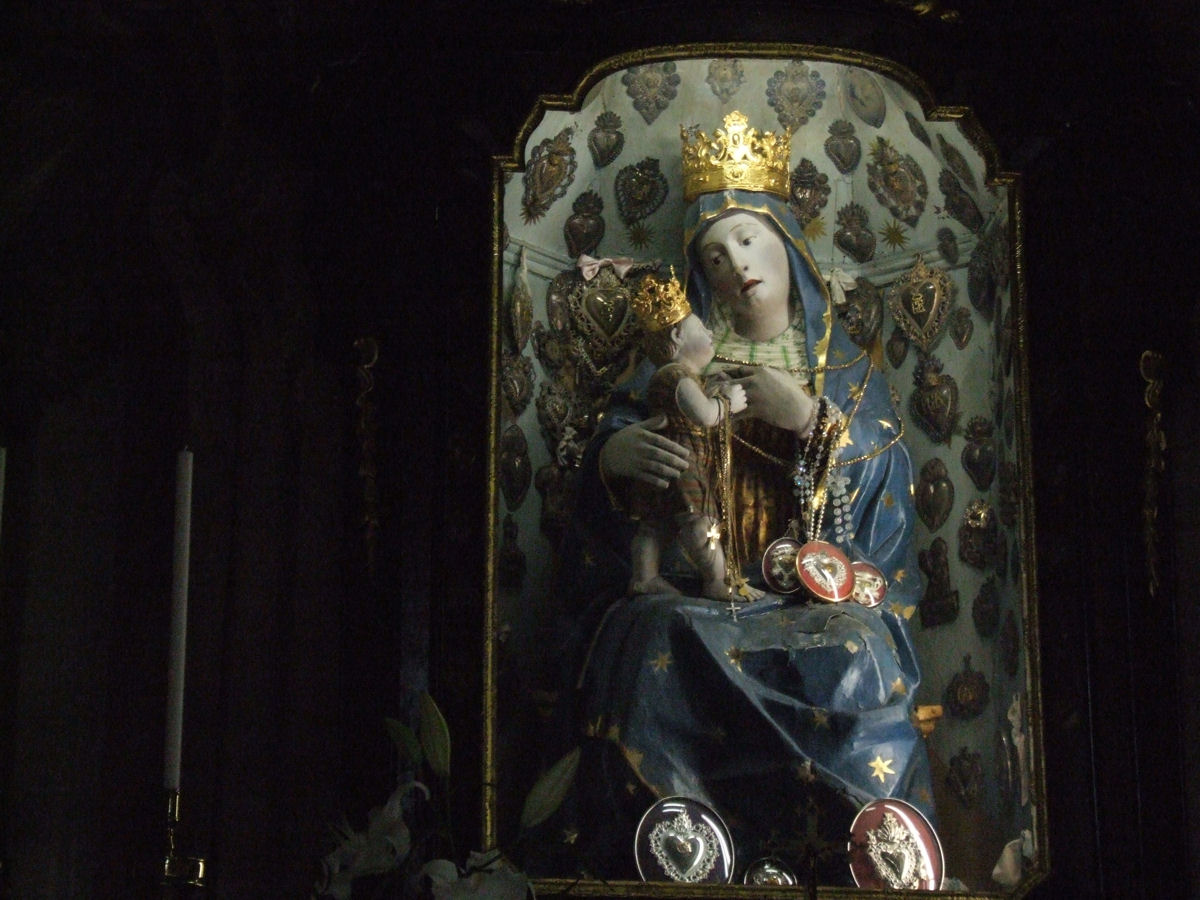
Estatua de madera de la Virgen con el niño Jesús de rodillas
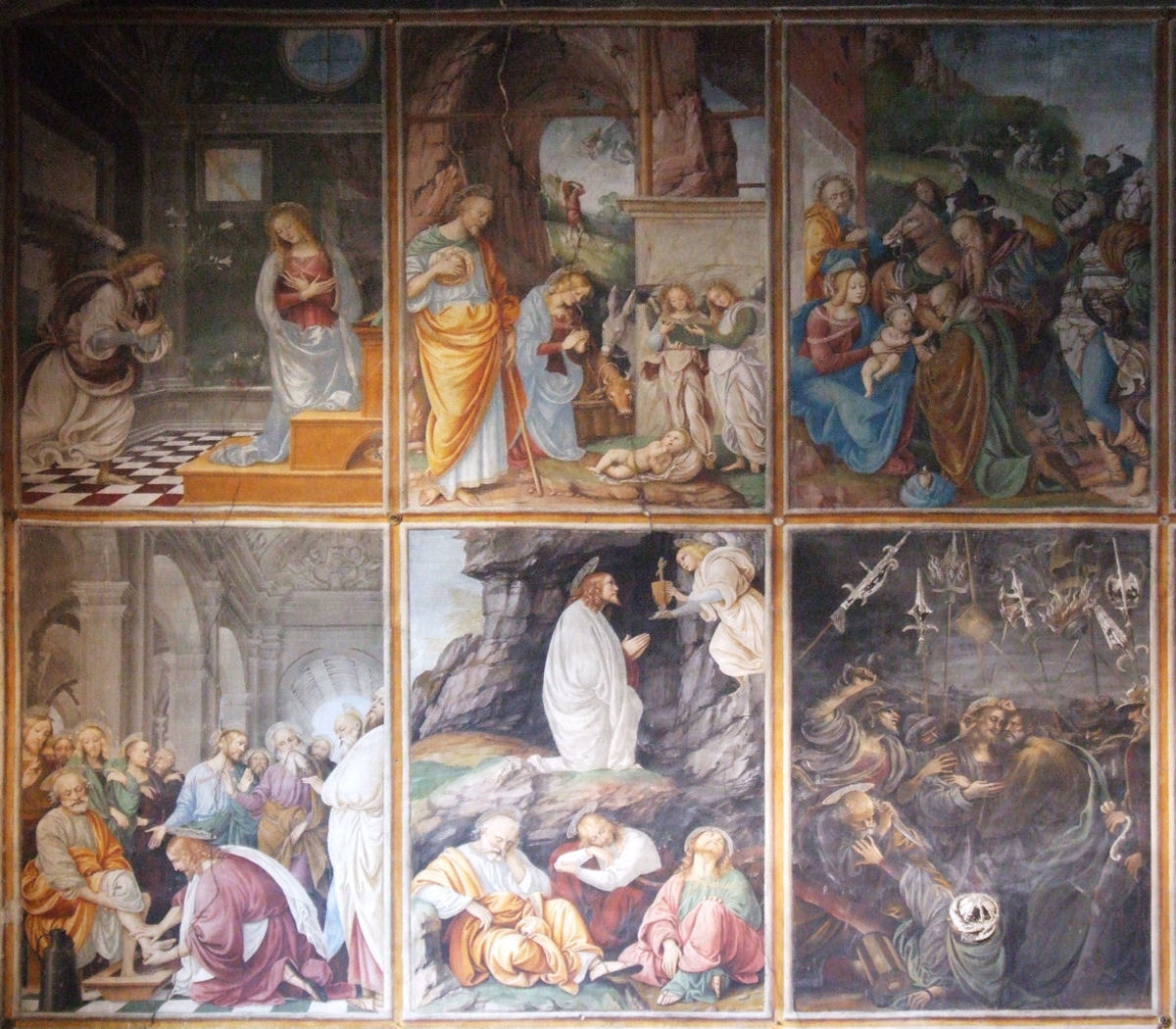
Paneles de frescos de Ferrari de la Vida y Pasión de Jesucristo
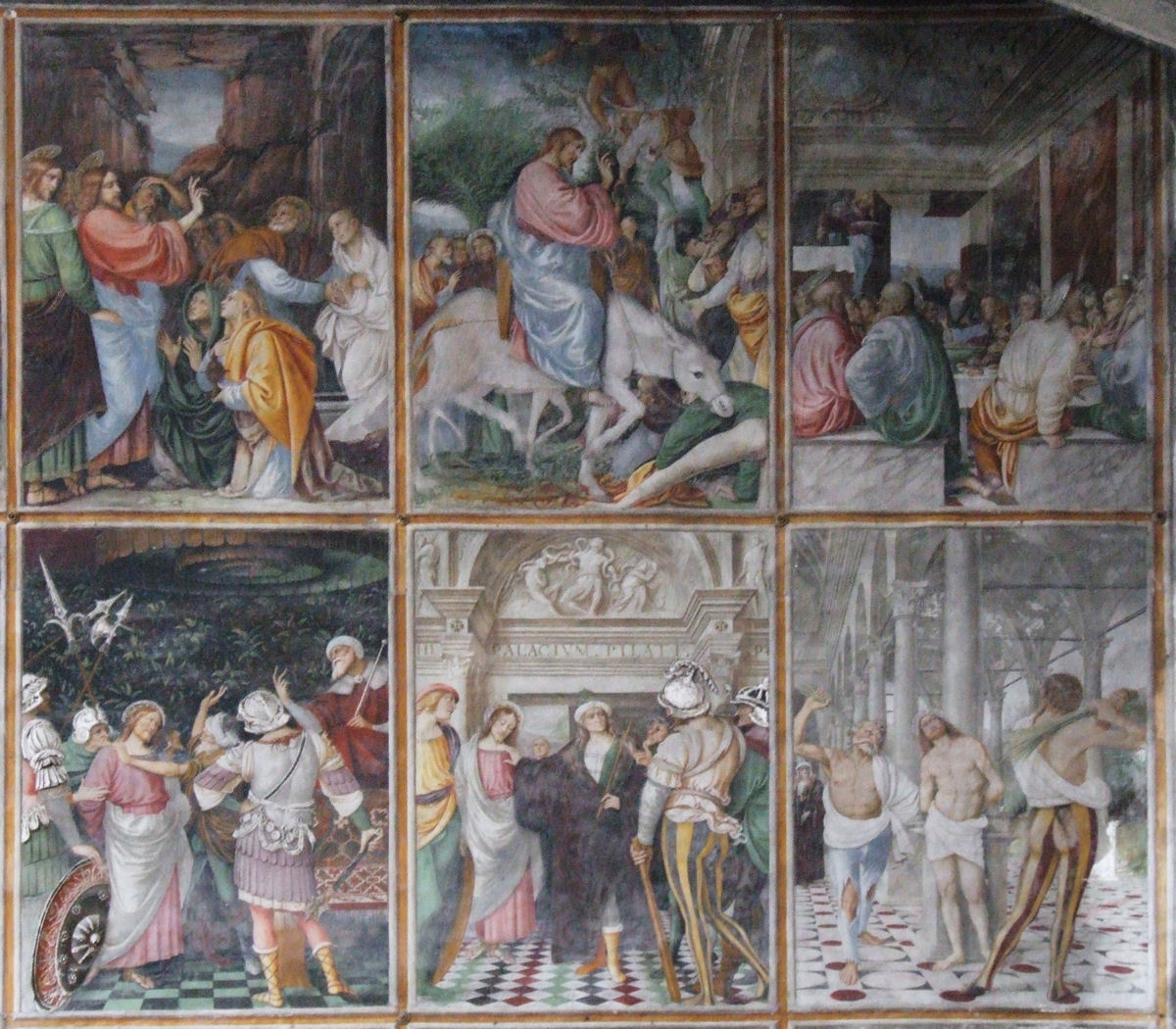
Paneles de frescos de Ferrari de la Vida y Pasión de Jesucristo
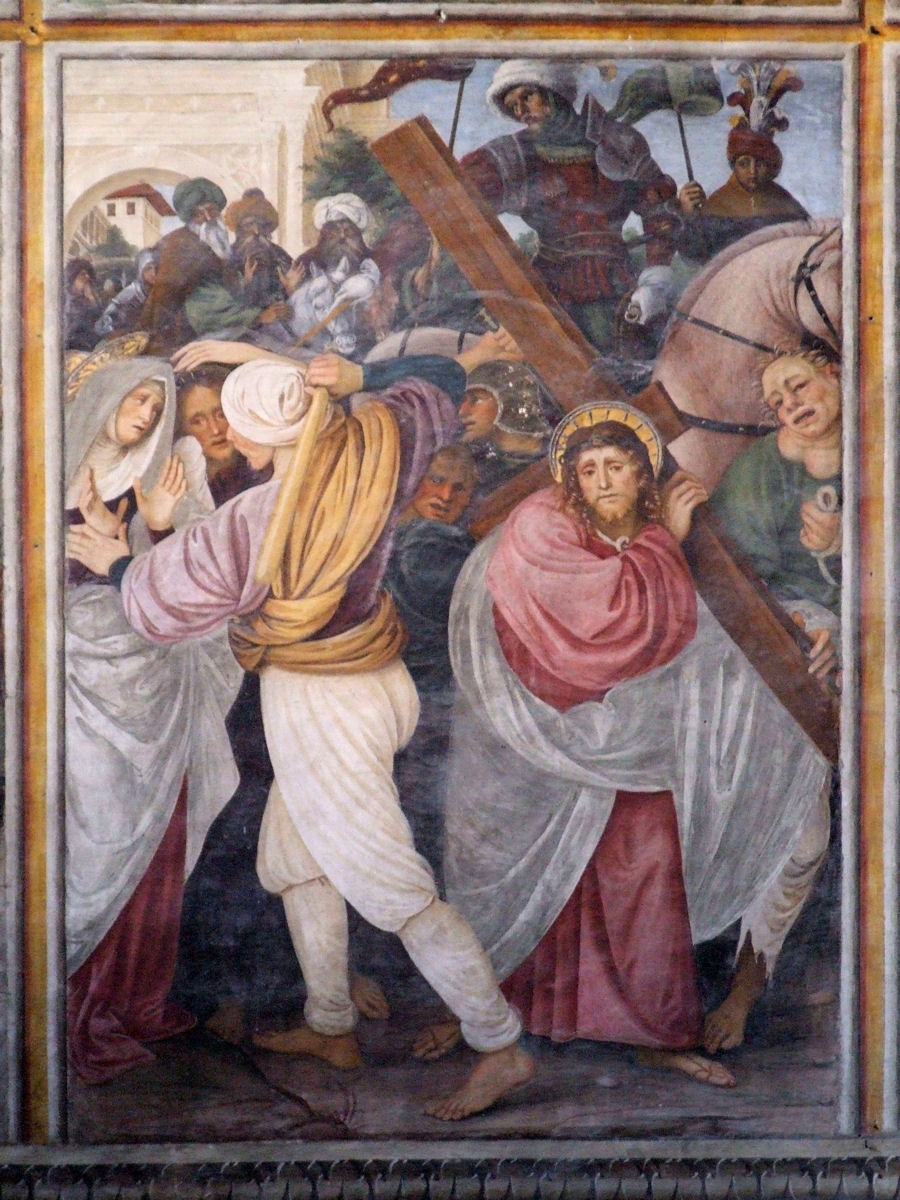
Panel al fresco de Ferrari: Via Dolorosa
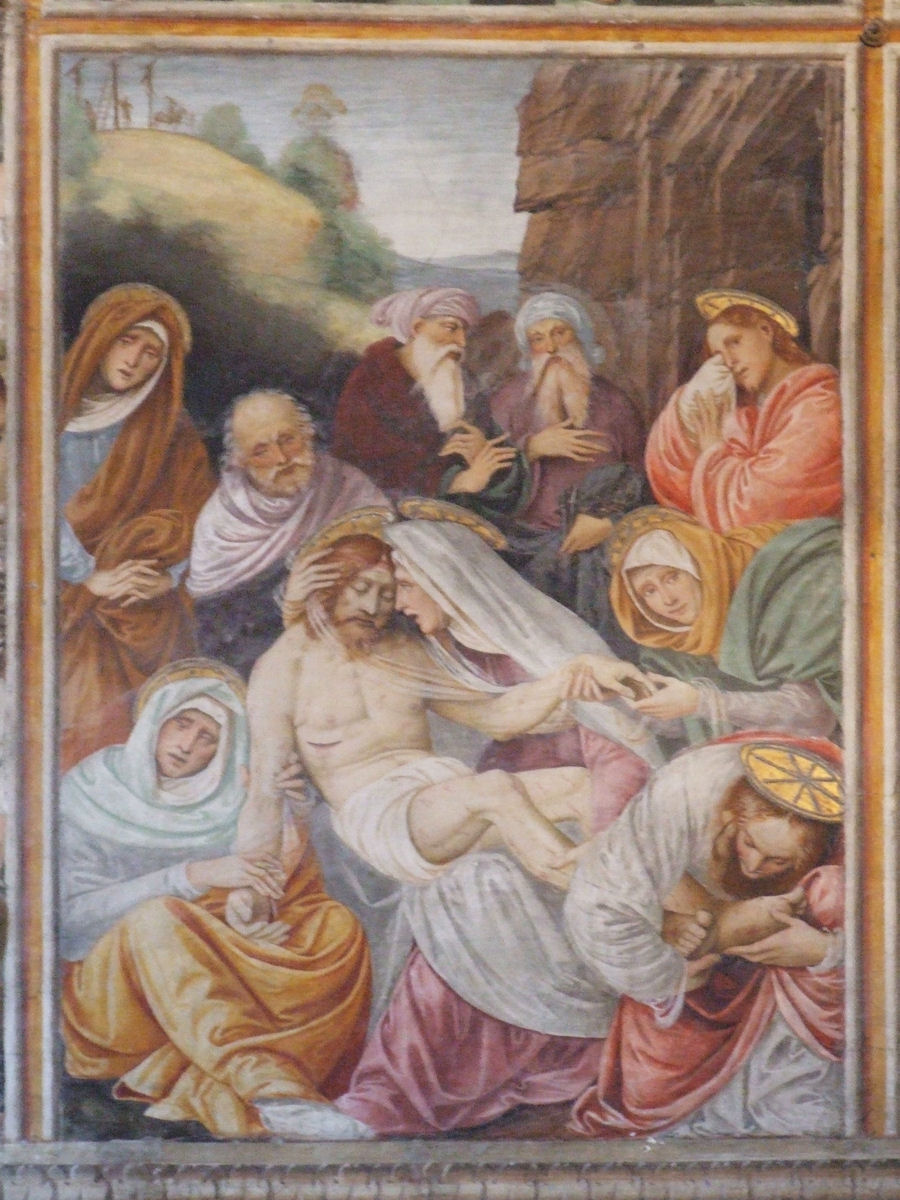
Panel al fresco de Ferrari: Lamentación de Cristo
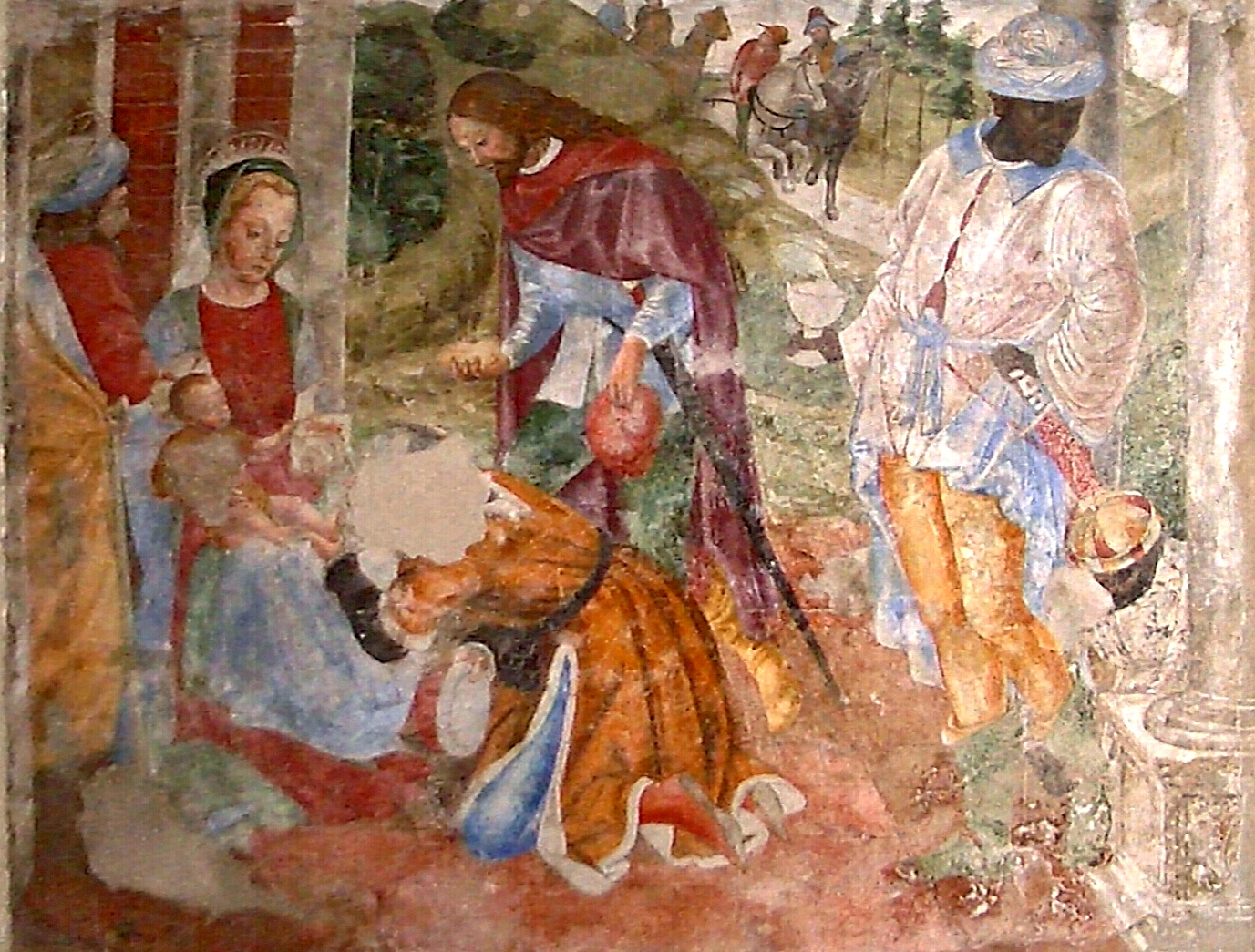
Estudio de Giovanni Scotto , Adoración de los Magos, fresco, ca 1491
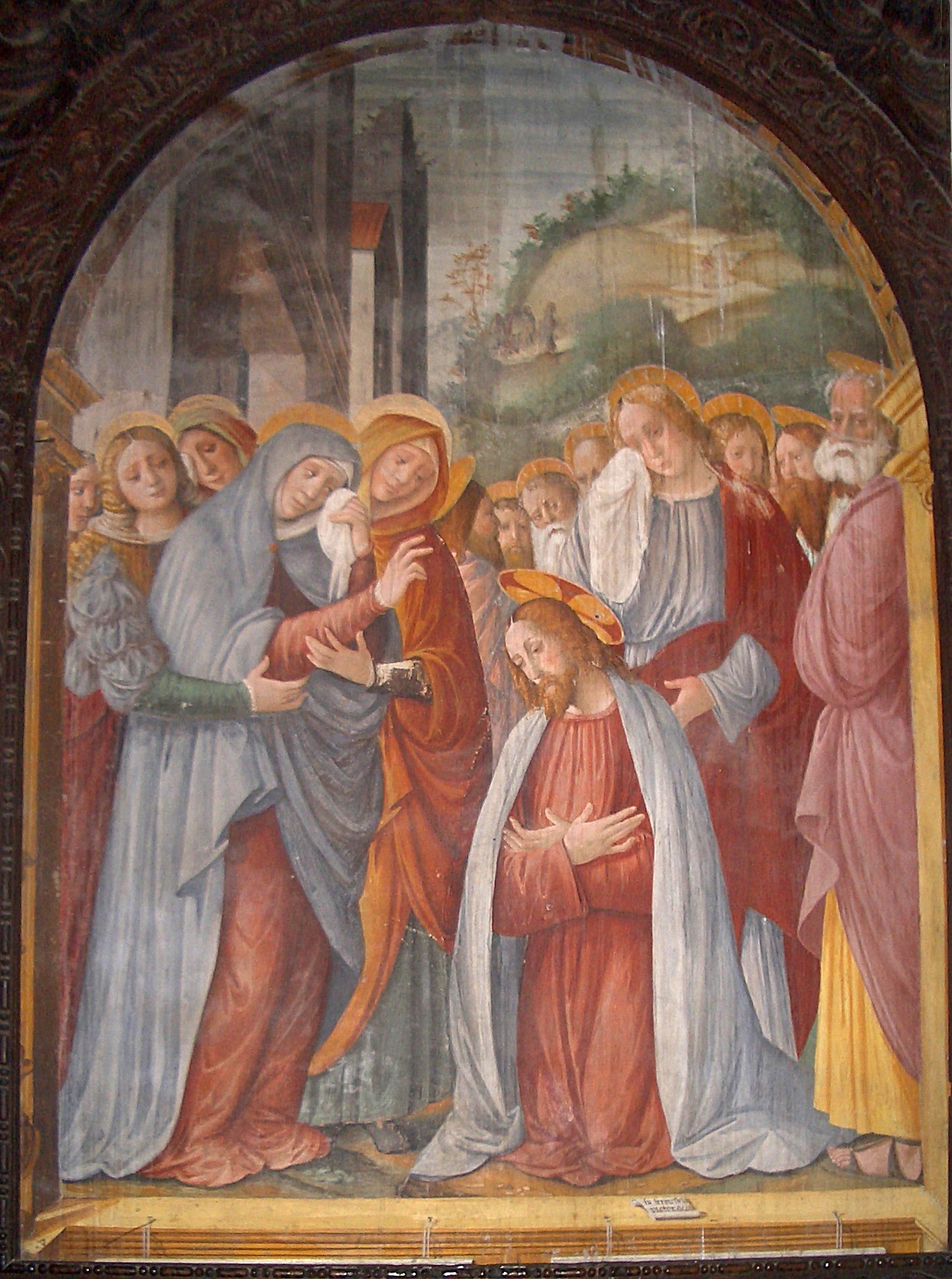
Fermo Stella, Jesús despidiéndose de su Madre, fresco